# MGC M96
MGC MAUSER M96は、日本のトイガンメーカーであるMGCが製造販売したモデルガン。モデルとなったのはモーゼルC96である。

## 概要
1970年（昭和45年）にMGC創立10周年記念モデルの一つとして発売された。その他にはコルト　パイソン、ウインチェスターM66イエローボーイなどが記念モデルとして発売された。限定モデルとしてコルト　NAVY　M1851のシリンダーに10周年の刻印が施された。モーデルミリタリーモデルの特徴であるカートリッジの装填用ローディングクリップを使った独特の機能美を兼ね備えたスタイルが再現された。